# Grupa Europejskich Wydawców Edukacyjnych
Grupa Europejskich Wydawców Edukacyjnych (European Educational Publishers Group) – organizacja typu non-profit z siedzibą w Berlinie zrzeszająca kilkadziesiąt wydawnictw z 20 europejskich krajów m.in.: Niemiec, Hiszpanii, Austrii, Finlandii, Szwajcarii oraz Polski (dwóch przedstawicieli – WSiP i Learnetic).
Priorytetami działalności są m.in. promowanie europejskich wydawnictw na świecie, umożliwianie komunikacji i wymiany wiedzy oraz doświadczeń między członkami, organizacja targów i konferencji związanych z edukacyjnym rynkiem wydawniczym, pomoc w budowaniu świadomości dot. cyfryzacji, propagowanie wiedzy dot. przestrzegania praw autorskich, europejskiego prawa dotyczącego rynku wydawniczego, informowanie o zmianach w europejskim prawie itd.
Dodatkowo, od 2009 roku wraz z Frankfurckimi Targami Książki i Stowarzyszeniem IARTEM (Międzynarodowe Stowarzyszenie Rozwoju Podręczników i Mediów Edukacyjnych) EEPG jest współtwórcą nagrody BELMA. W 2006 roku srebrny medal uzyskał podręcznik WSiP pt. Matematyka 2001. Podręcznik dla klasy 1 gimnazjum, w 2013 roku sukces ten powtórzyła seria książek do edukacji wczesnoszkolnej pt. "Tropiciele".